# Wilson (Louisiana)
Wilson és una població dels Estats Units a l'estat de Louisiana. Segons el cens del 2000 tenia 668 habitants.

## Demografia
Segons el cens del 2000, Wilson tenia 668 habitants, 228 habitatges, i 162 famílies. La densitat de població era de 95,9 habitants/km².
Dels 228 habitatges en un 39,5% hi vivien nens de menys de 18 anys, en un 39,5% hi vivien parelles casades, en un 25,9% dones solteres, i en un 28,9% no eren unitats familiars. En el 27,2% dels habitatges hi vivien persones soles el 12,3% de les quals corresponia a persones de 65 anys o més que vivien soles. El nombre mitjà de persones vivint en cada habitatge era de 2,93 i el nombre mitjà de persones que vivien en cada família era de 3,59.
Per edats la població es repartia de la següent manera: un 34% tenia menys de 18 anys, un 11,2% entre 18 i 24, un 26,5% entre 25 i 44, un 19,6% de 45 a 60 i un 8,7% 65 anys o més.
L'edat mediana era de 30 anys. Per cada 100 dones de 18 o més anys hi havia 80 homes.
La renda mediana per habitatge era de 16.544 $ i la renda mediana per família de 18.393 $. Els homes tenien una renda mediana de 22.500 $ mentre que les dones 14.625 $. La renda per capita de la població era de 7.512 $. Entorn del 40% de les famílies i el 41,9% de la població estaven per davall del llindar de pobresa.

## Poblacions més properes
El següent diagrama mostra les poblacions més properes.